# Willem van der Poel
Willem Louis van der Poel (Haia, 2 de dezembro de 1926 – Zoetermeer, 22 de julho de 2024) foi um pioneiro da ciência da computação neerlandês, conhecido pelo projeto do computador ZEBRA.

## Biografia
Em 1950 Van der Poel obteve um grau de engenharia em ciências aplicadas na Universidade Técnica de Delft, obtendo em 1956 um PhD na Universidade de Amsterdã, com a tese The Logical Principles of Some Simple Computers.
De 1950 a 1967 trabalhou na Posterijen, Telegrafie en Telefonie (PTT), e de 1962 a 1988 foi professor em tempo parcial da Delft University of Technology. Um de seus alunos de doutorado foi Gerard J. Holzmann.
Foi desde 1971 membro da Academia Real das Artes e Ciências dos Países Baixos (KNAW).

## Trabalho
Van der Poel é conhecido principalmente como um pioneiro da computação holandês, projetista dos computadores Testudo, PTERA, ZERO e ZEBRA. Diz-se que ele é o criador da regra do infinito zero "Zero one infinity (ZOI) rule" um que sugere que os projetos de software não devem impor limites arbitrários ao número de instâncias de uma entidade particular: se mais de uma instância dela for permitida, então o tamanho definido não deve ter limite fixo.

## Publicações selecionadas

### Livros
- The  Logical Principles of Some Simple Computers.  Thesis, Amsterdam (1956).
- SERA  69,  definierend  rapport.  W.L. van der Poel (Ed.), Stichting Nederlands Studiecentrum voor Informatica (1970).
- Een leven met computers. Afscheidsrede, TU Delft, 26 october 1988. Delft University of Technology (1988).

### Artigos
- "A Simple Electronic Digital Computer." Applied Sci. Research (1952), p. 367-400.
- "Micro-programming and Trickology." In: Digitale Informations-wandler, E.W. Hoffmann. Vieweg, Braunschweig (1961), p. 269-311.
- Van der Poel, W.L., C.E. Schaap and G. van der Mey. "New Arithmetical Operators in the Theory of  Combinators." Proc. Kon. Ned. Akad. v. Wetenschappen, Sept (1980) p. 271-325.